# 林萱瑜
林萱瑜（Kiki，1991年6月12日—），台灣女演員，畢業於中華科技大學。大學時期，在表特版被稱做「小陳妍希」，因為上綜藝節目《康熙來了》爆紅後，更譽有國民初戀的稱號。

## 簡歷
於2014年演出電視劇《女人30情定水舞間》出道。2019年首度演出三立八點檔《炮仔聲》飾演周永誠的妹妹「周永琪」一角獲得好評，自此開啟本土劇之路。。2023年參與產品研發、品牌設計及包裝設計等以經營自營事業。

## 電視劇
| 首播   | 平台       | 劇名                 | 飾演   |
| ------ | ---------- | -------------------- | ------ |
| 2014年 | 三立都會台 | 《女人30情定水舞間》 | 賀小美 |
| 2015年 | 中視       | 《鋼鐵之心》         | 楊可馨 |
| 2015年 | 台視       | 《愛上哥們》         | Eva    |
| 2017年 | 三立都會台 | 《極品絕配》         | 奈奈   |
| 2019年 | 三立都會台 | 《必勝大丈夫》       | 盧亦珊 |
| 2019年 | 三立台灣台 | 《炮仔聲》           | 周永琪 |
| 2020年 | 三立台灣台 | 《天之驕女》         | 高仁美 |
| 2021年 | 三立台灣台 | 《天之驕女》         | 楊小瑜 |
| 2022年 | 三立台灣台 | 《一家團圓》         | 徐晶晶 |
| 2023年 | 公視       | 《牛車來去》         | 邱玉蘭 |
| 2023年 | 三立台灣台 | 《天道》             | 宋丹青 |
| 2024年 | 三立台灣台 | 《願望》             | 陳曉春 |
| 2024年 | 大愛電視台 | 《你好，我是誰2》    | 林淑卿 |
| 2025年 | 三立台灣台 | 《百味人生》         | 恩曦   |

## 電影
| 首播   | 劇名           | 飾演 | 備註 |
| ------ | -------------- | ---- | ---- |
| 2015年 | 《落跑吧愛情》 |      |      |

### 微電影
| 首播   | 劇名     | 飾演   | 備註 |
| ------ | -------- | ------ | ---- |
| 2015年 | 《裸味》 | 林沛如 |      |

## 外部連結
- Kiki-林萱瑜的Facebook專頁
- kiki的Instagram帳戶
- Kiki-林萱瑜的新浪微博